# Jan Carlstedt-Duke
Jan Carlstedt-Duke, född 1953, är en svensk läkare och medicinsk forskare.
Carlstedt-Duke studerade till läkare vid Karolinska Institutet (KI), där han blev med.kand. 1975 och tog läkarexamen 1981. Han blev legitimerad läkare 1984. Han genomgick forskarutbildning vid KI och tog doktorsexamen 1981. Han blev docent 1983, biträdande professor i molekylär endokrinologi vid KI 1996 samt professor i molekylär endokrinologi 1999. Han var KI:s prodekanus för forskning 1999-2001 och dekanus för forskning 2001-2007. Sedan 2015 är han rektorsråd vid KI.
Hans forskning gäller verkningsmekanismen för steroidhormoner, främst glukokortikoider.
2015 deltog Carlstedt-Duke i Karolinska institutets lednings beslut att fria Macchiarini från fuskanklagelserna i det som kallats ”KI-skandalen”. En annan som var med och friade var Karolinska institutets rektor Anders Hamsten som i DN Debatt ställer sin plats till förfogande.